# Saison 2013-2014 de l'Aviron bayonnais rugby pro
Cette page présente la saison 2013-2014 de l'Aviron bayonnais rugby pro.

## Entraîneurs
L'équipe professionnelle est entraînée par Christian Lanta, en tant que manager sportif, secondé par Christophe Deylaud  pour les arrières

## La saison

### Pré-saison
| Date du match   | Domicile         | Extérieur        | Score | Lieu du match                        | Catégorie                         |
| --------------- | ---------------- | ---------------- | ----- | ------------------------------------ | --------------------------------- |
| 19 juillet 2013 | Aviron bayonnais | Perpignan        | 28-12 | Stade Léopold-Gouiric à Saint-Girons | Match amical (trophée Éric béchu) |
| 2 août 2013     | Aviron bayonnais | Stade français   | 19-10 | stade Jean-Dauger                    | Match amical                      |
| 9 août 2013     | Aviron bayonnais | Stade toulousain | 10-0  | stade Jean-Dauger                    | Match amical                      |

## Effectif 2013-2014
| Nom                    | Poste            | Naissance         | Nationalité sportive | International | Dernier club            | Arrivée au club (année) |
| ---------------------- | ---------------- | ----------------- | -------------------- | ------------- | ----------------------- | ----------------------- |
| Marc Legras            | Pilier           | 15 octobre 1988   | France               | -             | Formé au club           | 2012                    |
| Aretz Iguiniz          | Pilier           | 3 juin 1983       | France               | -             | Stade hendayais         | 2005                    |
| Pierre-Philippe Lafond | Pilier           | 19 décembre 1984  | France               | -             | CA Brive                | 2007                    |
| Vitolio Manukula       | Pilier           | 25 septembre 1984 | France               | -             | Stade aurillacois       | 2011                    |
| Neemia Tialata         | Pilier           | 15 juillet 1982   | Nouvelle-Zélande     |               | Hurricanes              | 2011                    |
| JC Janse van Rensburg  | Pilier           | 9 janvier 1987    | Afrique du Sud       | -             | Golden Lions            | 2013                    |
| Gert Muller            | Pilier           | 5 février 1986    | Afrique du Sud       | -             | SU Agen                 | 2013                    |
| David Roumieu          | Talonneur        | 15 octobre 1981   | France               | -             | Castres olympique       | 2007                    |
| Grégory Arganese       | Talonneur        | 15 septembre 1982 | Italie               | -             | Racing Métro 92         | 2012                    |
| Abdellatif Boutaty     | Deuxième ligne   | 4 juin 1983       | Maroc                | -             | US Montauban            | 2010                    |
| Dewald Senekal         | Deuxième ligne   | 12 janvier 1981   | Afrique du Sud       | -             | SU Agen                 | 2012                    |
| Mark Chisholm (cap.)   | Deuxième ligne   | 18 septembre 1981 | Australie            |               | Brumbies                | 2011                    |
| Lisiate Fa'aoso        | Deuxième ligne   | 18 mars 1983      | Tonga                |               | SU Agen                 | 2013                    |
| Pierre Gayraud         | Deuxième ligne   | 27 mars 1992      | France               | -             | USA Perpignan           | 2012                    |
| Jean Jo Marmouyet      | Troisième ligne  | 9 août 1984       | France               | -             | Formé au club           | 2006                    |
| Julien Puricelli       | Troisième ligne  | 1er août 1981     | France               |               | Castres olympique       | 2008                    |
| Dwayne Haare           | Troisième ligne  | 9 juin 1980       | Nouvelle-Zélande     | -             | RC Narbonne             | 2007                    |
| Jean Monribot          | Troisième ligne  | 11 octobre 1987   | France               | -             | SU Agen                 | 2013                    |
| Opeti Fonua            | Troisième ligne  | 26 mai 1986       | Tonga                |               | SU Agen                 | 2013                    |
| Guillaume Bernad       | Troisième ligne  | 8 juin 1983       | France               | -             | Castres olympique       | 2006                    |
| Guillaume Rouet        | Demi de mêlée    | 13 août 1988      | France               | -             | Hasparren Athletic Club | 2008                    |
| Mike Phillips          | Demi de mêlée    | 29 août 1982      | Pays de Galles       |               | Ospreys                 | 2011                    |
| Stephen Brett          | Demi d'ouverture | 23 novembre 1985  | Nouvelle-Zélande     |               | Toyota Verblitz         | 2013                    |
| Mathieu Belie          | Demi d'ouverture | 20 février 1988   | France               | -             | Racing Métro 92         | 2013                    |
| Clément Otazo          | Demi d'ouverture | 3 mai 1992        | France               | -             | Formé au club           | 2011                    |
| Sam Gerber             | Centre           | 5 février 1981    | Afrique du Sud       | -             | Pumas                   | 2006                    |
| Gabiriele Lovobalavu   | Centre           | 20 juin 1985      | Fidji                |               | RC Toulon               | 2012                    |
| Manu Ahotaeiloa        | Centre           | 12 janvier 1986   | Tonga                |               | SU Agen                 | 2012                    |
| Saïmoni Vaka           | Ailier           | 2 juin 1987       | Fidji                | -             | SU Agen                 | 2013                    |
| Martín Bustos Moyano   | Ailier           | 12 juin 1985      | Argentine            |               | Montpellier HR          | 2013                    |
| Bastien Fuster         | Ailier           | 21 janvier 1992   | France               | -             | Formé au club           | 2012                    |
| Marvin O'Connor        | Ailier           | 18 avril 1991     | France               | -             | FC Grenoble             | 2011                    |
| Joe Rokocoko           | Ailier           | 6 juin 1983       | Nouvelle-Zélande     |               | Blues                   | 2011                    |
| Scott Spedding         | Arrière          | 4 mai 1986        | Afrique du Sud       | -             | CA Brive                | 2012                    |

## Calendrier[5]

### Top 14
| - Aviron bayonnais – Union sportive Oyonnax rugby : 39- 11 - Stade toulousain – Aviron bayonnais : 40 - 3 - Aviron bayonnais – USA Perpignan : 31 - 20 - ASM Clermont Auvergne – Aviron bayonnais : 55 - 0 - CA Brive – Aviron bayonnais : 17 - 10 - Aviron bayonnais – Racing Métro 92 : 16 - 19 - RC Toulon – Aviron bayonnais : 18 - 12 - Aviron bayonnais – Biarritz olympique : 27 - 19 - Union Bordeaux Bègles – Aviron bayonnais : 34 - 6 - Aviron bayonnais – Montpellier HRC : 24 - 19 - Stade français – Aviron bayonnais : 13 - 9 - Aviron bayonnais – Football club de Grenoble rugby : 24- - 21 - Castres olympique – Aviron bayonnais : 46 - 16 | - Union sportive Oyonnax rugby – Aviron bayonnais : 9 - 6 - Aviron bayonnais – Stade toulousain : 21 - 13 - USA Perpignan – Aviron bayonnais : 20 - 8 - Aviron bayonnais – ASM Clermont Auvergne : 18 - 9 - Aviron bayonnais – CA Brive : 9 - 6 - Racing Métro 92 – Aviron bayonnais : 18 - 8 - Aviron bayonnais – RC Toulon : 9 - 15 - Biarritz olympique – Aviron bayonnais : 8 - 11 - Aviron bayonnais – Union Bordeaux Bègles : 22 - 23 - Montpellier HRC – Aviron bayonnais : 43 - 27 - Aviron bayonnais – Stade français : 24 - 19 - Football club de Grenoble rugby – Aviron bayonnais : 21 - 21 - Aviron bayonnais – Castres olympique : 23 - 13 |

Avec 11 victoires, 1 match nul et 14 défaites et un total de 54 points l'Aviron bayonnais termine à la 10e place et ne se qualifie pas pour la phase finale du championnat de France 2013-2014.

### Amlin Challenge Cup
Dans l'Amlin Challenge Cup l'Aviron bayonnais fait partie de la poule 4 et sera opposé aux Anglais de London Wasps, aux Italiens du Rugby Viadana et aux Français du FC Grenoble.
| - 10/10/2013; Aviron bayonnais - FC Grenoble : 37 - 6 - 17/10/2013; London Wasps - Aviron bayonnais : 26 - 10 - 06/12/2013; Aviron bayonnais - Rugby Viadana : 63 - 7 | - 14/12/2013; Rugby Viadana - Aviron bayonnais' : 19 - 80 - 11/01/2014; Aviron bayonnais - London Wasps : 13 - 26 - 18/01/2014; FC Grenoble - Aviron bayonnais : 34 - 16 |

Avec 3 victoires et 3 défaites, l'Aviron bayonnais termine 2e de la poule 4 et n'est pas qualifié.

## Statistiques

### Statistiques collectives
Attaque
- 424 points marqués (29 essais, 18 transformations, 80 pénalités, 1 drop)

Défense
- 549 points encaissés (48 essais, 39 transformations, 73 pénalités, 4 drops)

### Statistiques individuelles
Meilleur réalisateur
- Martin Bustos Moyano avec 220 points en Top 14 (1 essai, 13 transformations, 63 pénalités et 0 drops)

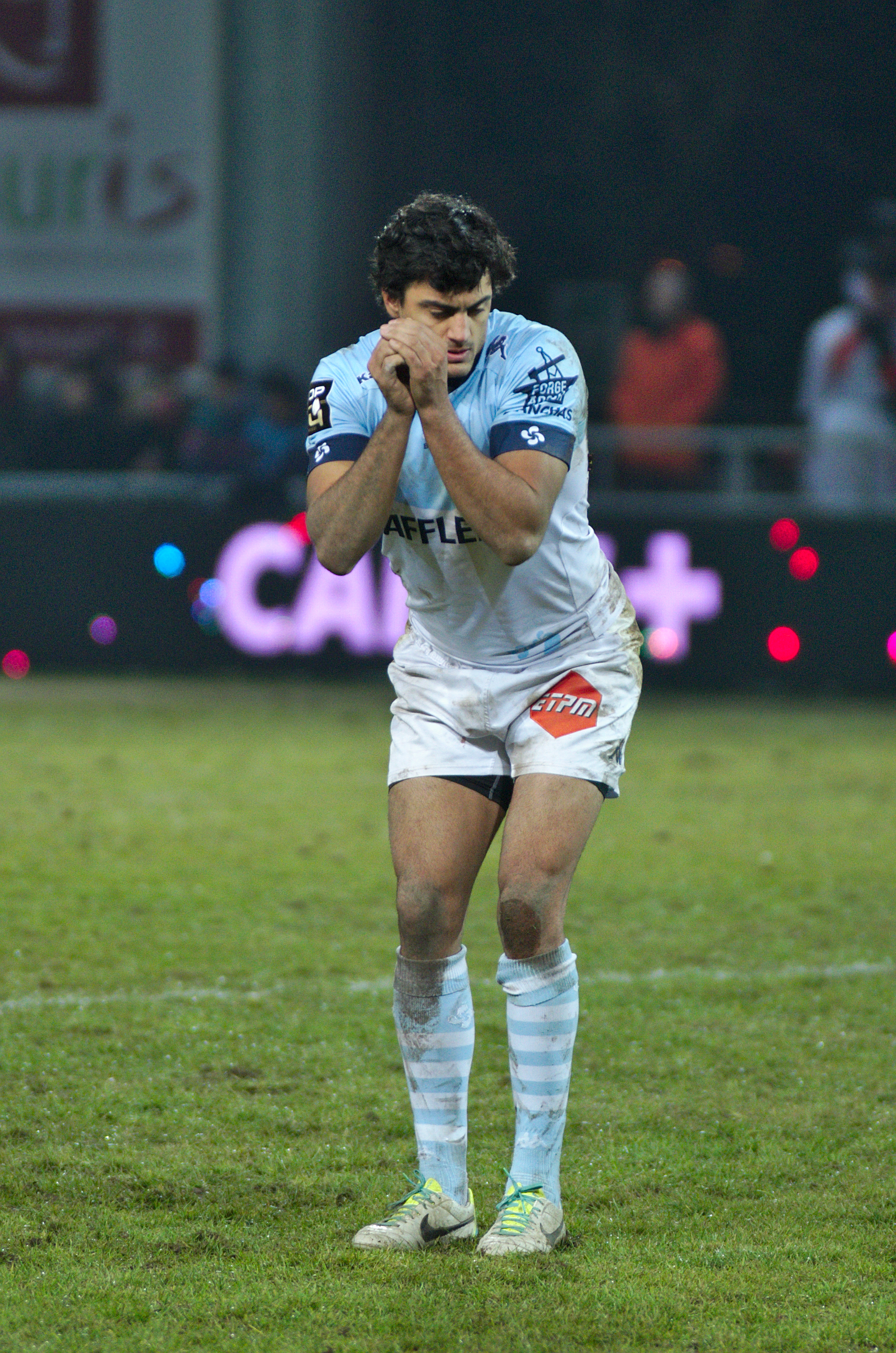
Martin Bustos Moyano